# Siagonodon
Siagonodon is een geslacht van slangen uit de familie draadwormslangen (Leptotyphlopidae) en de onderfamilie Epictinae.

## Naam en indeling
De wetenschappelijke naam van de groep werd voor het eerst voorgesteld door Wilhelm Peters in 1881. Er zijn vier soorten, inclusief de pas in 2011 beschreven soort Siagonodon acutirostris. De slangen werden eerder aan andere geslachten toegekend, zoals Leptotyphlops, Typhlops, Stenostoma en Glauconia.
De geslachtsnaam Siagonodon betekent vrij vertaald 'kaaktandigen'; siagon = kaak en odon = tanden.

## Verspreiding en habitat
De slangen komen voor in delen van Zuid-Amerika en leven in de landen Brazilië, Guyana, Frans-Guyana, Venezuela, Bolivia, Argentinië en Suriname.
De habitat bestaat uit vochtige tropische en subtropische laaglandbossen, vochtige en droge savannen en gematigde scrublands.

## Beschermingsstatus
Door de internationale natuurbeschermingsorganisatie IUCN is aan alle soorten een beschermingsstatus toegewezen. De slangen worden beschouwd als 'veilig' (Least Concern of LC).

## Soorten
Het geslacht omvat de volgende soorten, met de auteur en het verspreidingsgebied.
| Naam                      | Auteur                  | Verspreidingsgebied                                |
| ------------------------- | ----------------------- | -------------------------------------------------- |
| Siagonodon acutirostris   | Pinto & Curcio, 2011    | Brazilië                                           |
| Siagonodon borrichianus   | Degerbøl, 1923          | Argentinië                                         |
| Siagonodon cupinensis     | Bailey & Carvalho, 1946 | Brazilië, Suriname                                 |
| Siagonodon septemstriatus | Schneider, 1801         | Brazilië, Guyana, Frans-Guyana, Venezuela, Bolivia |